# Studena (miasto Vranje)
Studena (cyr. Студена) – wieś w Serbii, w okręgu pczyńskim, w mieście Vranje. W 2011 roku liczyła 71 mieszkańców.